# Arovane
Arovane es el nombre artístico del compositor de música electrónica alemán Uwe Zahn.

## Discografía

### Álbumes
- Atol Scrap (Din, 2000)
- Tides (City Centre Offices, 2000)
- AER (Valid) (Vertical Form, 2001. Colaboración con Phonem)
- Lilies (City Centre Offices, Indigo, 2004)

### Sencillos & Eps
- Icol Diston (Din, 1998)
- I.O. (Din, 1998)
- PInt ([FWD:, 1999)
- AMX (Din, 1999)
- Occer / Silicad (City Centre Offices, 1999)
- Arovane & Christian Kleine - Yeer / Disper (Awkard Silence Recordings, 2000) EP a medias con Christian Kleine.
- Cycliph (Din, 2002)
- Minth / Neel (City Centre Offices, 2003)

### Recopilatorios
- Icol Diston (Din, 2002. Colección de obras tempranas)